# Viola philippica
Viola philippica är en violväxtart som beskrevs av Antonio José Cavanilles. Viola philippica ingår i släktet violer, och familjen violväxter. Utöver nominatformen finns också underarten V. p. pseudojaponica.

## Bildgalleri

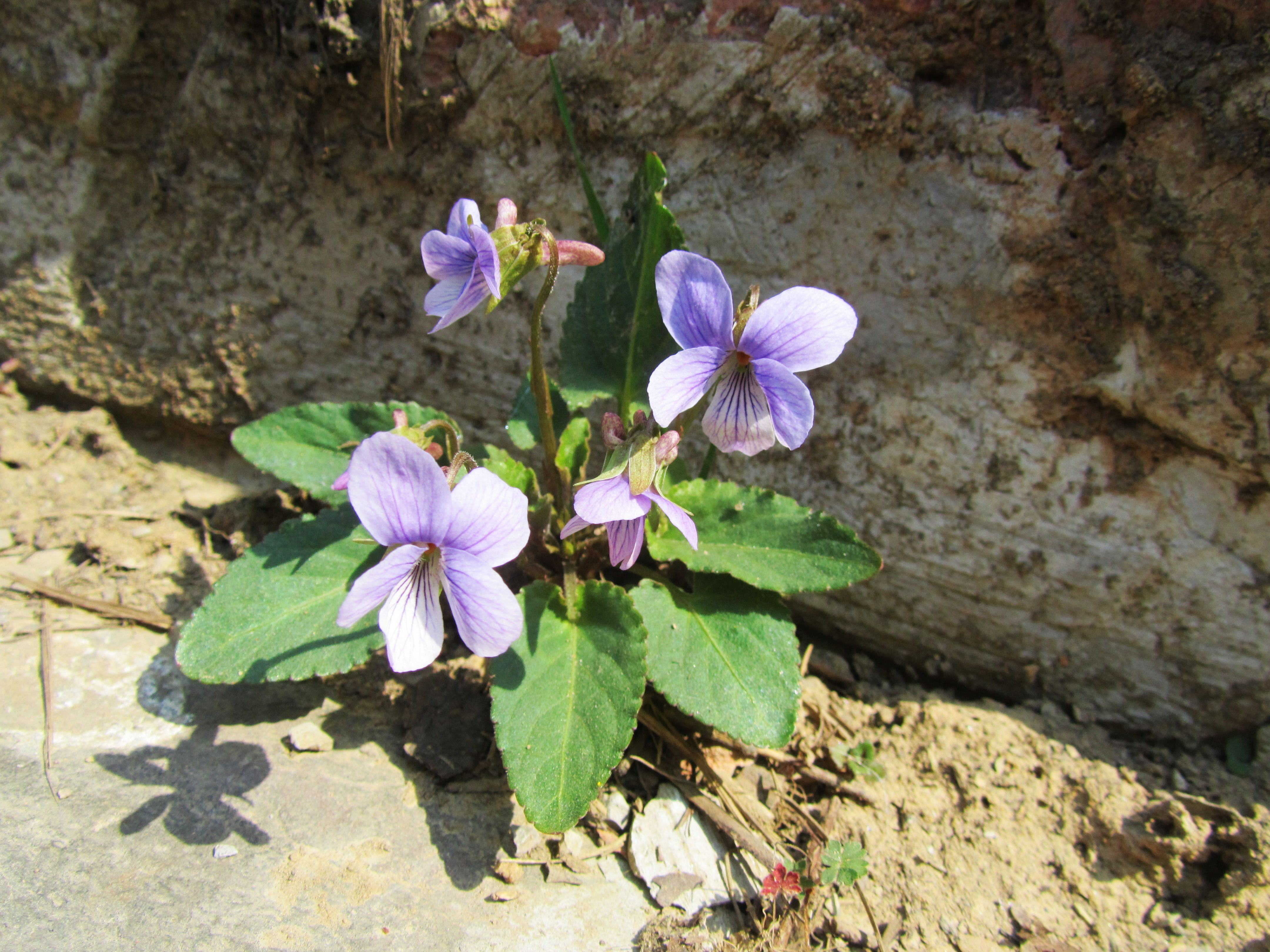